# Themselves
Pour les articles homonymes, voir Them (homonymie).
Themselves est un groupe de hip-hop américain, originaire d'Oakland, en Californie. Dax Pierson, ou Dax, a aussi joué du clavier bien qu'il ne soit pas officiellement membre du groupe.

## Biographie
Le groupe est initialement formé sous le nom de Them au début des années 1990 par le rappeur Doseone et le producteur Jel. Le groupe apparait pour la première fois le 30 juillet 1999 sur la compilation du label anticon. Music for the Advancement of Hip Hop sous le nom de Them, avec le titre It's Them. Il publie son premier album homonyme, Them,  en 1999 après avoir été enregistré entre 1997 et 1998 ; l'album est réédité en 2003 sous le nom définitif du groupe. Il est suivi par les singles Joyful Toy of 1001 Faces en 2000 et This About the City Too en 2002.
En septembre 2002, le groupe se rebaptise Themselves, et publie son deuxième album, The No Music, le 17 septembre la même année. Enregistré le 5 avril 2002, l'album a le mérite de faire croître l'attention prêtée aux conventions du hip-hop. L'année suivante, le 30 septembre 2003, sort le même album dont les titres sont remixés (notamment par Why?, Alias, Odd Nosdam ou The Notwist), intitulé The No Music of AIFFS. En 2004, le duo rejoint le groupe de rock allemand The Notwist pour former 13 and God, groupe de hip-hop ambient expérimental qui sortira un album éponyme.
Après six ans d'inactivité, Themselves annonce son retour en 2009 avec theFREEhoudini, une mixtape qui fait participer Aesop Rock, Busdriver, et Odd Nosdam, entre autres. Le 20 octobre la même année, le duo publie son troisième album, Crownsdown,,. En 2010, ils publient un quatrième album, Crowns Down and Company.

## Discographie

### Albums studio
- 1999 : Them
- 2002 : The No Music
- 2003 : The No Music of AIFFS
- 2009 : The FREEhoudini
- 2009 : CrownsDown
- 2010 : CrownsDown and Company

### Albums live
- 2002 : The Peel Sessions
- 2003 : Themselves Live
- 2005 : Themselves Live II

### Singles
- 2000 : Joyful Toy of 1001 Faces
- 2002 : This About the City Too